# 吉田政雄 (実業家)
吉田 政雄（よしだ まさお、1944年2月5日 - ）は、日本の経営者。鳥取県出身。

## 経歴
1972年に東京大学経済学部を卒業し、同年に古河電気工業に入社。2002年6月に取締役を就任し、2004年6月に常務、2006年6月に専務を経て、2008年6月には社長に就任。2012年4月から2017年4月までに会長を務めた。2020年4月に旭日重光章を受章。